# Frei Junípero
Frei Junípero (em italiano:  Fra Ginepro), chamado "o renomado bobo do Senhor", foi um dos seguidores originais de São Francisco de Assis. Pouco é sabido sobre Junípero antes de juntar-se aos frades. Em 1210, ele foi recebido na ordem dos Franciscanos pelo próprio São Francisco. "Quisera o Senhor, meus irmãos, que eu tivesse uma floresta inteira de tais juníperos", São Francisco gracejava.
S. Francisco mandava-o para estabelecer "lugares" para os frades em Gualdo Tadino e Viterbo.  Quando Santa Clara de Assis estava morrendo, Junípero foi quem a consolou. Junípero está enterrado em Santa Maria in Aracoeli em Roma. Sua data litúrgica é 29 de janeiro, mas nunca foi formalmente beatificado.
Junípero Serra (1713–1784), originalmente Miquel Josep Serra i Ferrer, tomou seu novo nome em honra de São Junípero.

## A Lenda do Pé de Porco
Muitas histórias sobre S. Junípero em Florilégio de São Francisco (I Fioretti di San Francesco) ilustram sua generosidade e simplicidade. Uma das mais famosas é o conto do pé de porco.
Enquanto visitava um irmão doente, Junípero perguntou-lhe se poderia fazer-lhe algum serviço. O irmão pediu a ele simplesmente por uma refeição de pé de porco, então ele pegou uma faca de cozinha e correu para o mato, onde encontrou um grupo de porcos se alimentando. Ele rapidamente cortou fora o pé de um deles e correu de volta para cozinhar a refeição para o irmão doente, deixando o porco para morrer.
Este ato deixou o pastor dos porcos furioso, que reclamou para São Francisco e os outros franciscanos, chamando-os de ladrões e recusando reembolso. S. Francisco então confrontou o irmão Junípero, repreendendo-o e pedindo que se desculpasse e fizesse as pazes. Junípero lhe respondeu: "É verdade, doce pai, que eu cortei o pé do porco. Eu te contarei o motivo. Fui por caridade para com um irmão que estava doente." Não compreendendo porque o dono do porco estaria irado por um ato tão caridoso, ele foi até ele e contou alegremente sua história, como se tivesse lhe feito um favor.
Quando o homem reagiu com raiva, Junípero pensou que ele não o tivesse compreendido, então simplesmente repetiu a história com grande zelo, abraçou-o e implorou ao homem que lhe desse o resto do porco para a caridade. Este, vendo a "caridade, simplicidade e humildade" no coração de Júniper, perdoou-lhe e entregou o resto do porco para os irmãos.
É um exemplo da chamada loucura por Cristo.
A história de Junípero e o pé de porco apareceu no filme Francesco, giullare di Dio (1950) de Roberto Rosselini.